# Phalotris matogrossensis
Conhecida como falsa-coral, coral ou cobra-coral, é uma espécie de vertebrado amniota terrestre, que apresenta membrana fetal derivada de seu próprio embrião, membrana essa conhecida por Âmnio. Espécie recém identificada, espécie de difícil identificação. Apresenta cabeça preta com focinho vermelho, em seu dorso uma cor vermelho-brilhante, ventre de cor branca, o colar nucal branco longo avançando sobre a parte posterior cefálica.
É fossorial, estando adaptada a cavar e a viver debaixo do solo. Possui período de atividade diurno e noturno.
Tem como hábito alimentar principalmente vertebrados alongados (serpentes, anfisbenas, lagartos e gimnofionos), como também peixes e invertebrados onicóforos. 
Sobre sua reprodução, são ovíparas, tendo registro de 2 até 15 ovos, dependendo do tamanho da serpente. 
Como mecanismo de defesa, se perturbadas, podem vir a achatar o corpo dorsoventralmente, enrolar a calda e dar botes,  e também tendem a morder. 
A fauna de cobras de Mato Grosso do Sul é caracterizada por espécies típicas de habitats abertos, alguns dos quais são endêmicos do Cerrado, sendo a espécie descrita acima como habitante destes locais, podendo ser encontrada também em outros estados, como Mato Grosso, Paraná, Rio Grande do Sul, Minas Gerais, Goiás, São Paulo, e até mesmo no Paraguai.